# Адолф Дебарол
Адолф Дебарол (на френски: Adolphe Desbarrolles, 22 август 1801, Париж – 11 февруари 1886, Париж) е френски окултист, мартинист, считан за баща на модерната хиромантия (предсказване по ръка).
Той е ученик и приятел на езотерика Елифас Леви, с когото дели офис от 1854 г. Негов приятел е също писателят Александър Дюма-баща, комуто предсказва смърт от дуел на 104-годишна възраст (докато в действителност Дюма умира на 68 години).
Най-известната му книга, с която добива популярност, е „Тайните на ръката, разкрити и обяснени. Изкуството да познаваш живота, характера, способностите и съдбата на всеки, след един-единствен преглед на ръцете (нова хиромантия)“ [Les mystères de la main révélés et expliqués, art de connaître la vie, le caractère, les aptitudes et la destinée de chacun d'après la seule inspection des mains (chiromancie nouvelle)] от 1859 г.